# پیته‌آ
شهر پیته‌آ (به سوئدی: Piteå) در ناحیه شهری پیته‌آ در کشور سوئد واقع شده‌است. جمعیت این شهر ۹۱۰٫۷۳  نفر است.

## نگارخانه

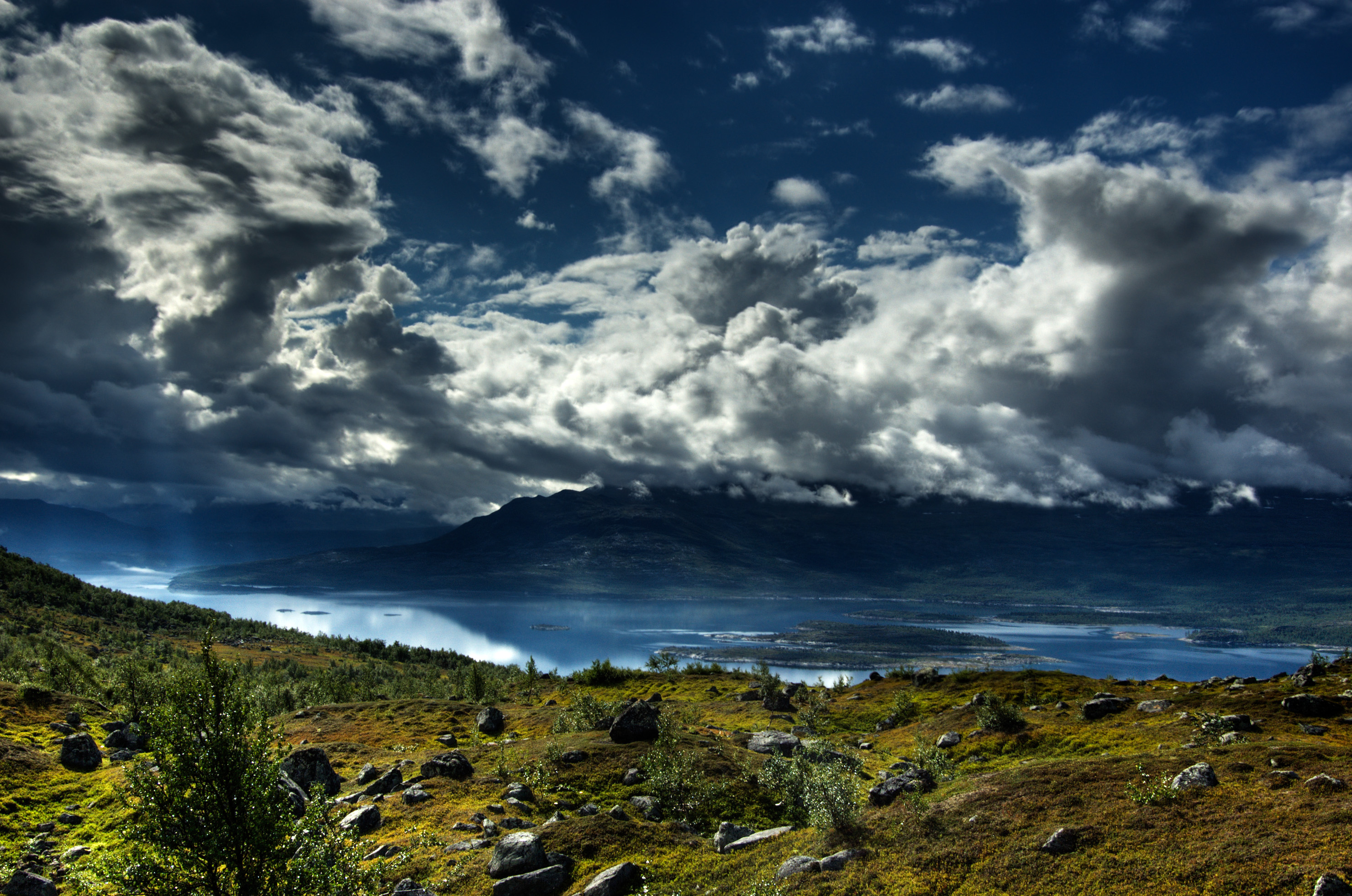